# Dichaea filiarum
Dichaea filiarum är en orkidéart som beskrevs av Franco Pupulin. Dichaea filiarum ingår i släktet Dichaea och familjen orkidéer.
Artens utbredningsområde är Costa Rica. Inga underarter finns listade i Catalogue of Life.